# Studi medievali
Studi medievali ist eine Zeitschrift für Kultur- und Geistesgeschichte, die seit 1904 mit wenigen Unterbrechungen in Italien erscheint.
Herausgegeben wird sie seit 1960 vom Centro Italiano di Studi sull'Alto Medioevo (CISAM). Von 1923 bis 1927 hatte sie den Titel Nuovi studi medievali und ab 1928 wurde sie wieder unter ihrem alten Titel Studi medievali publiziert. 
Die Zielsetzung der Zeitschrift ist angelehnt an die „Magna charta“ der Studi medievali von 1904. Sie soll eine kulturelle Zeitschrift ohne chronologische oder örtliche Beschränkungen sein, die von dem generellen Charakter des Titels abweichen. Kulturell bedeutet hier, dass alle Arten von Forschungen veröffentlicht werden, welche die geistigen Werke des mittelalterlichen Europas und deren Überlieferung veranschaulichen oder dokumentieren. Auch sollen in unregelmäßigen Abständen knappe Studien über wichtige Momente der politischen, sozialen und wirtschaftlichen Geschichte abgedruckt werden, um den Leser auf dem neuesten Stand der Forschung zu halten.

## Geschichte
Die Zeitschrift wurde im Jahr 1904 von Francesco Novati und Rodolfo Renier gegründet und wurde bei Loescher in Turin verlegt. Es erschienen insgesamt vier Bände. Im Jahr 1913 schlief das Projekt nach dem Tod beider Herausgeber ein. Programm der Herausgeber 1904 war, Informationen über das intellektuelle Leben des Zeitalters zu sammeln, das von der alten Lehrmeinung als „finster“ und „seicht“ bezeichnet wurde. Dabei wird nicht nur der italienische Raum beleuchtet, sondern nach Möglichkeit auch das Denken der Deutschen und der Italiener im Mittelalter. 
1923 wurde die Zeitschrift unter dem neuen Namen „Nuovi studi medievali. Rivista di filologia e di storia“ von Vincenzo Crescini, Giuseppe Ermini und Vincenzo Ussani (1870–1952) neugegründet und erschien im Verlag Zanichelli in Bologna. Die zunächst philologisch und kulturgeschichtlich ausgerichteten „Studi“ wurden nun auch auf politische Geschichte erweitert. Bis 1927 erschienen 6 Bände.
1928 wurde die Zeitschrift in „Studi medievali (2ª serie/nuova serie)“ umbenannt, die Herausgeber blieben. Themen der Zeitschrift waren von nun an alle Bereiche des Mittelalters, wie das Alltagsleben, die Politik, das Rechtswesen und die Wirtschaft, die die kulturelle und literarische Geschichte beleuchten. Verlegt wurde die zweite Serie vom Verlag Chiantore in Turin, der Nachfolger von Loescher. Produziert wurden 18 Bände. Zwischen 1953 und 1959 sind keine Ausgaben erschienen.
Seit 1960 erscheinen die Studi medievali (3ª serie) in einer dritten Serie. Bis 2005 erschienen 46 Bände, wobei ein Jahresband jeweils aus zwei Teilbänden besteht. 
Es gibt für die dritte Serie bisher einen Indexband für 1960 bis 1979 und einen für 1980 bis 1990. Herausgegeben wird die Serie vom Centro Italiano di Studi sull'Alto Medioevo (CISAM), dessen Gründung auf die Initiative von Giuseppe Ermini zurückgeht.
Die beiden Jahresbände enthalten Aufsätze in italienischer, deutscher, englischer, französischer oder gelegentlich in spanischer Sprache. Enthalten sind ebenfalls Forschungsberichte, Rezensionen, Miszellen, sowie Kommentare über Editionen und Neuerscheinungen.

## Textausgabe
- Textausgabe einzelner Bände ab Bd. 1